# Lech Gardocki
Lech Gardocki (Rydzewo, 13 aprile 1944) è un avvocato polacco.
Dal 17 ottobre 1998 è Capo Giustizia della Corte suprema.

## Carriera
Si è laureato nella Facoltà di Legge dell'Università di Varsavia nel 1966.
Nominato il 4 luglio 1996 giudice della Corte suprema, il 18 ottobre 1998 ne è divenuto Primo Presidente ed è stato successivamente confermato per un secondo mandato, cessando dalla carica il 18 ottobre 2010.